# Igreja Matriz de Sobrado (Valongo)
A Igreja Matriz de Sobrado, também referida como Igreja Paroquial de Sobrado e Igreja de Santo André, é um templo cristão de estilo barroco, localizado em Sobrado, na atual freguesia de Campo e Sobrado, no Município de Valongo.
É a mais antiga igreja do município de Valongo e uma das jóias do barroco do Norte de Portugal.[carece de fontes?]
A construção deste templo está intimamente ligada com a família Baldaia que foi a família dominante desta terra entre os séc. XVI e XIX.
Hélder Pacheco, escritor e investigador, abordou este templo numa das suas obras indicando que 
“Está a Matriz Setecentista, com um requintado e delicado desenho. Para mim, desculpem as restantes freguesias, é a mais bela de todas no ornato granítico, contornando a fachada, associado à porta, aos nichos dos santos, aos óculos, aos remates superiores que contem a cruz (e a todo o conjunto, o delicado azulejo azul ténue valoriza extraordinariamente). Ao lado, a torre sineira é posterior. Excecionais no interior, são o altar-mor, a talha e os painéis de azulejos decorativos retintos do séc. XVII.”
No que concerne à iconografia, Sobrado possui algumas das mais antigas imagens de todo o município de Valongo, nomeadamente o do orago Santo André.
A Igreja, cercada por um amplo adro murado, encontra-se numa posição central, entre a Residência Paroquial, o Cemitério, o largo do Passal e o Rio Ferreira.

## História
A primordial Igreja Matriz de Sobrado terá existido, alegadamente, na aldeia de Sobrado (atual Sobrado de Cima/ Senhora das Necessidades), mais especificamente na Rua de Penido, junto da casa do antigo padre Carneiro. Deste templo não restam vestígios.
Considera-se que terá sido em 1671 que se procedeu à construção da nova Igreja Matriz de Sobrado. O único documento que refere esta data é o Livro da Diocese do Porto no ano de 1922-23 que na noticia histórica da igreja e da paróquia, aborda apenas o seguinte: “A igreja paroquial desta freguezia foi edificada em 1671 a expensas da família Pamplôna, que também fez doação do Passal e residência paroquial á freguezia, e tinha o direito de apresentação dos párocos que terminou com o antepenúltimo chamado Nicolau Tovar Proença. A antiga igreja (da qual já não há vestígios), ficava situada em Penido, lugar de Sobrado, de que a freguezia tomou o nome.”
Por não existirem referências documentais concretas, desconhece-se se 1671 corresponde ao inicio da construção da mesma ou a sua inauguração. Sabe-se, no entanto, que a mesma foi patrocinada e construída pela família Baldaia. Se considerarmos válida esta data, a sua construção poderá ter sido patrocinada por Antónia Teresa Baldaia (herdeira de André Baldaia Carneiro), padroeira desta igreja, sendo coadjuvada por seu esposo Baltazar da Silva Pereira.
A sua construção decorreu em terrenos pertencentes à mesma família, num território que não se situava junto do centro da paróquia, mas que se situava numa posição central de toda a freguesia. A estrutura da nova igreja permaneceu quase intacta até ao século XIX, quando foi acrescentada a torre sineira. A construção deste edifício permitiu que, com o passar dos séculos, surgisse uma nova centralidade em Sobrado, que hoje se chama Passal.
A par da nova igreja, terá sido construída uma residência em 1691, que era pertença dos Baldaia e que atualmente assume funções de residência paroquial.
Entre 2010 e 2011, procederam-se as obras de requalificação da Igreja Matriz de Sobrado. Restauraram-se e inventariaram-se os azulejos setecentistas, restauraram-se os retábulos (mor e colaterais), requalificou-se o batistério, expandiu-se o coro e o presbitério. Retiraram-se os azulejos da fachada, construiu-se os acessos exteriores ao coro, sagrou-se um novo altar e inaugurou-se o órgão de tubos adquirido na Alemanha. Durante as obras, as celebrações paroquiais decorreram na Capela de São Gonçalo. A Igreja foi reaberta ao culto no dia 20 de fevereiro de 2011 numa cerimónia presidida pelo Bispo do Porto D. Manuel Clemente.
A 6 de Novembro de 2011 celebrou-se a dedicação do novo altar da Igreja Paroquial de Sobrado.

## Fachada
A bela e imponente frontaria é constituída por três tramos, sendo dividida verticalmente por cantaria granítica. Aquando da sua construção a igreja não possuía torre sineira, apresentando um aspeto mais singelo e humilde, como se pode observar numa fotografia captada no século XIX. “Nas igrejas barrocas, a parte central da fachada tem uma importância maior que as laterais”. É no seguimento deste ideal que no tramo central surge um amplo portal retangular ornamentado por quatro volutas e rematado por um frontão triangular interrompido por um belo pormenor representando os atributos de São Pedro e a cabeça de um anjo, característico do período barroco. Desconhece-se o motivo da representação dos atributos papais nesta igreja, uma vez que quando foi construída inseria-se numa povoação essencialmente rural de restrita influência religiosa. Todavia é possível que, associado à existência da pedra com referências à Basílica de São João Latrão em Roma (situada no patamar superior do Arco Cruzeiro), se verifique uma relação com o próprio Padroado exercido pela família Baldaia e posteriormente pela família Pamplona.
Existem ainda dois óculos (aberturas ou pequenas janelas) por onde a luz invade o templo dignificando o seu aspeto. O óculo inferior, situado entre os nichos dos santos, permite maior luminosidade no interior do templo, especialmente no coro-alto. A sua ornamentação é delicada e inclui uma cruz embutida num quadrado em pedra granítica. O óculo superior possui mais simplicidade na sua apresentação e visa iluminar os desvãos dos telhados.
Os dois nichos que se localizam na parte central da frontaria, por cima do portal, são dedicados a Santo André e a São Francisco, também representados iconograficamente no retábulo-mor. A sua localização nestes nichos é recente, datando das obras da igreja de 2010-11.
Recentemente foram retirados os azulejos azulados da frontaria, que haviam sido colocados no final dos anos 70 por iniciativa do Padre Agostinho.
Os remates graníticos que coroam a fachada (cruz e os coruchéus) são, pela proporção e estética, de peculiar beleza, bem como a representação da árvore da vida que se situa no frontão, por cima do óculo superior.

## Torre Sineira
Durante mais de 200 anos, entre a construção da igreja em 1671 até 1874, esta não possuía torre sineira. Existiam sim, dois campanários com um sino cada, que se enquadravam esteticamente de forma perfeita na frontaria do edifício.
Durante a mandato do Abade António Thomé de Castro (1863-1895) inúmeras obras foram realizadas na paróquia. Um dos sonhos deste Abade era que a Igreja Matriz tivesse um campanário imponente. Em 1873 regressava do Brasil Jozé dos Santos Ferreira, filho de agricultores de Sobrado, mas que muito jovem havia partido para o continente Americano em busca de uma vida melhor. “Tendo immenso desejo de beneficiar a igreja onde foi baptizado, e conhecendo a grande necessidade de huma torre para colocação dos sinos e relógio” pediu autorização para a edificação da referida torre a 13 de Setembro de 1873 à Junta de Parochia patrocinando toda a despesa.
Para a obra de construção da torre sineira foram convidados o mestre-pedreiro Thomaz Ferreira e o mestre Joaquim Pires. Estes mestres erigiram a torre numa expressão neoclássica proporcionando um extraordinário coroamento bulboso do arremate da mesma.
No que concerne ao término das obras da torre sineira (que incluíram a colocação de um relógio e três sinos) começadas em 1873, consta-se, com base numa ata da Junta de Paróquia de Santo André de Sobrado datada de 13 de Dezembro de 1874 que haviam terminado por volta deste dia. A totalidade da obra (com relógio, torre e sinos) comportou a quantia de 1 346 235 réis suportada pelo Commendador Jozé dos Santos Ferreira.
Toda a comunidade se envolveu e empenhou nesta obra o que muito orgulhou o Reverendo Abade António Thomé de Castro, motor da obra.  Extraordinário é o coroamento bulboso do remate da torre e a expressão neoclássica com que foi erigida. É composta por 4 sineiras e 3 sinos.

## Retábulo-Mor

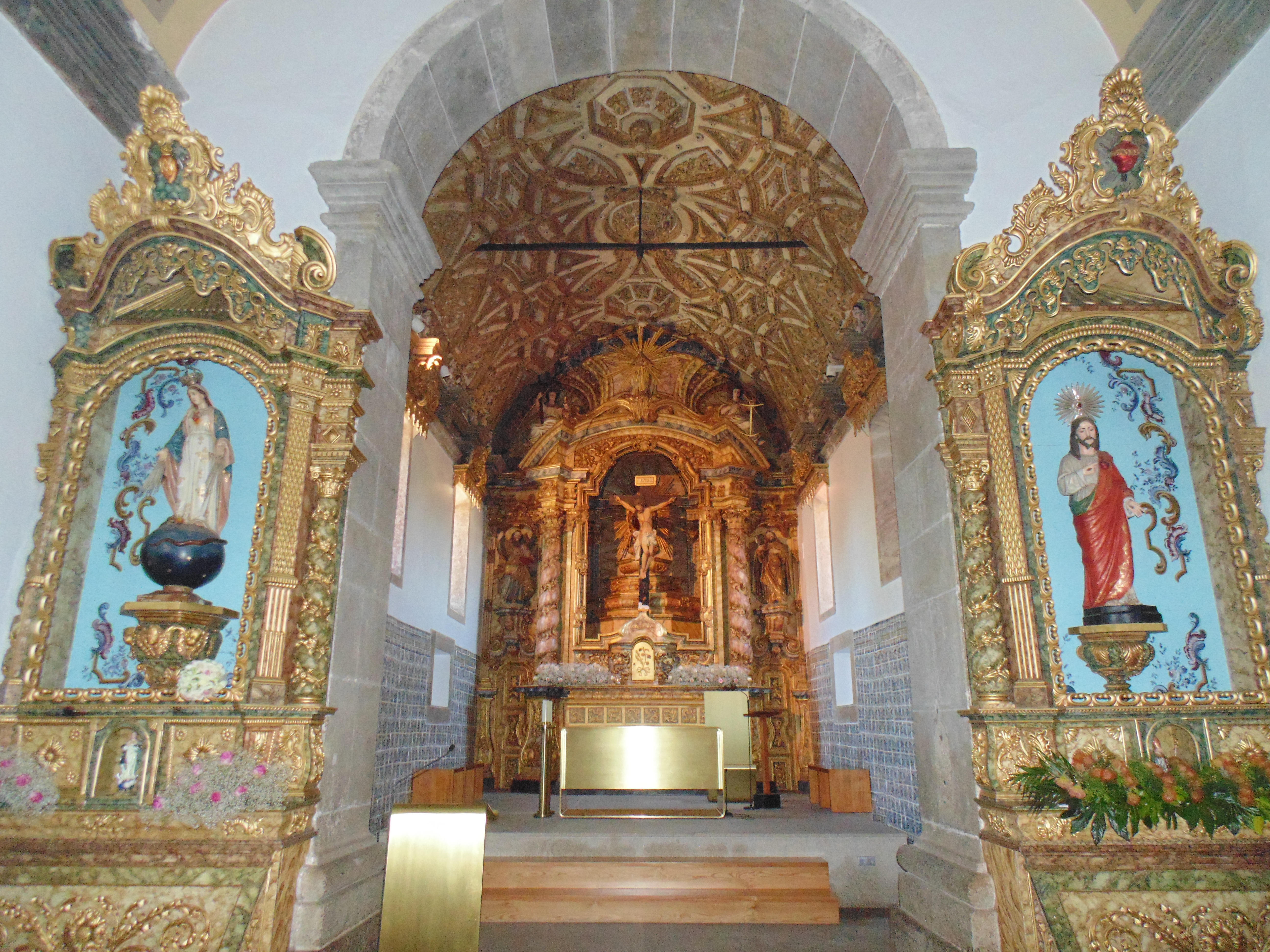
Pormenor dos retábulos laterais e da Capela Mor

Porventura a mais bela e impressionante encomenda da Igreja Matriz de Sobrado, fora sem dúvida, o seu retábulo-mor. O retábulo-mor de Sobrado, de notáveis dimensões e de uma beleza artística incalculável, é um excelso exemplar e uma das obras-primas do barroco joanino Português.
Desde as imagens dos santos protetores (Santo André e São Francisco), as colunas salomónicas, o divino sacrário, o trono eucarístico, as alegorias aos dogmas cristãos coroados pela representação simbólica divina e transcendente do Olho de Deus,estabelecem um elo de ligação divina entre o céu e a terra, capaz de revigorar a alma e o espírito de todos aqueles que têm o privilégio de o poder enxergar.
Desconhece-se o artista deste retábulo, mas só uma mente iluminada e uma alma fervorosa eram capazes de produzir algo tão fascinante e belo como é este retábulo. Mas este mérito é estendido ainda aos padroeiros da igreja como principais patrocinadores destas obras, uma vez que este espaço da igreja era a sua tutela.
Interessante é que o retábulo de cor expressivas como o conhecemos hoje, outrora era esbranquiçado com adornos dourados.

## Pedra do Arco Cruzeiro
A separação entre a capela-mor e a nave procede-se através do vigoroso arco-cruzeiro, de volta perfeita em pedra, e de um simbólico degrau. Destaca-se que a capela-mor se destina aos sacerdotes e seus colaboradores e a nave aos fiéis.
O pormenor mais interessante do arco-cruzeiro é sem dúvida a pedra trabalhada que possui uma referência à Basílica de São João de Latrão em Roma, que é a mãe e cabeça de todas as igrejas do mundo. Nesta pedra podemos encontrar um belo anjo barroco com as suas asas aladas, as chaves e a mitra em clara representação do Papado e dois belíssimos trabalhos na pedra que possibilitam a interpretação da pedra como um pergaminho.
A inscrição refere: “Sacro sanctae Lateranensis Ecclesiae” ou seja, “Sacro Santa Igreja de Latrão”. Não foi possível afirmar, até ao momento, o motivo da existência desta lápide e do símbolo Papal na fachada da igreja que claramente nos indicam referências a Roma. Poder-se-á especular sobre este assunto, no entanto o motivo mais realista, ainda que sem provas documentais, poderá ser a relação da Família Baldaia com a Igreja de Sobrado, bem como a constituição do Padroado.
Esta lápide esteve escondida desde os finais do século XIX, uma vez que foi colocada um elemento em talha dourada, benfeitoria do Comendador Jozé dos Santos Ferreira, que decorou a parte superior do arco-cruzeiro sobrepondo-se a esta. Em 2011 durante o restauro que a igreja sofreu, pôs-se em evidência esta magnífica lápide. Neste período, e dada a importância e irreverência desta pedra, decidiu-se que a mesma deveria ficar visível tal como se verificava nos primórdios da fundação da igreja. É ainda oportuno mencionar que existe uma lápide semelhante com a mesma inscrição na igreja matriz de Aguiar de Sousa.

## Nave
A igreja de Sobrado só possui, na sua estrutura, uma nave. Penetrando o templo a partir do átrio, podemo-nos maravilhar com uma paisagem divina, onde sobressai o retábulo-mor (dedicado ao Santíssimo Sacramento), os retábulos laterais e colaterais (dedicados a S. João, Sagrado Coração de Jesus, Sagrado Coração de Maria e Nossa Senhora de Fátima), bem como a pintura de Santo André na abóbada e as imagens de S. Frutuoso, Santo Ovídio, Santo António, São José, Nossa Senhora do Rosário, entre outros.
Importa referir que até à extinção do direito do padroado no séc. XIX, a preservação e decoração da nave era responsabilidade dos paroquianos (enquanto que a capela-mor cabia aos padroeiros).